# Havaneser
Der Havaneser ist eine von der FCI anerkannte Hunderasse aus dem 
Mittelmeerraum bzw. Kuba (FCI-Gruppe 9, Sektion 1.1, Standard Nr. 250). 

## Herkunft und Geschichtliches
Diese Rasse stammt aus der westlichen Mittelmeergegend und hat sich entlang der spanischen und italienischen Meeresküste entwickelt. Offenbar wurden diese Hunde frühzeitig durch italienische Überseekapitäne in Kuba eingeführt. Inzwischen sind alle Havaneser in Kuba ausgestorben; einige Nachkommen haben in den USA überlebt.
Heute ist der Havaneser in der ganzen Welt beliebt, wohl auch deshalb, weil es ihn, im Unterschied zu den nur weiß gezüchteten anderen Bichons (Malteser, Bologneser, Bichon Frisé), in vielen Farben gibt.

## Beschreibung
Der Havaneser hat eine Widerristhöhe von 21 bis 29 cm (toleriert werden 21 bis 29 cm). Das Gewicht ist sehr unterschiedlich und kann von 3 bis 4 kg bis hin zu 8 bis 9 kg reichen. Das Deckhaar ist sehr lang (12 bis 18 cm bei einem erwachsenen Hund), weich, glatt oder gewellt und kann lockige Strähnen bilden. Es besitzt kaum Unterwolle; ein Haarwechsel zwischen Winter- und Sommerfell findet nicht statt. Die Farbe ist selten vollständig reinweiß; falbfarben in verschiedenen Tönungen von hellfalbfarben bis havanafarben (tabakfarben, rot-braun); in diesen zulässigen Farben gefleckt; leicht schwarz gewolkt erlaubt. Die leicht spitz auslaufenden Hängeohren sind relativ hoch angesetzt, nicht anliegend und dicht mit langen Fransen besetzt. Die Rute wird hoch getragen, entweder in Form eines Krummstabs oder, vorzugsweise, über dem Rücken gerollt.

## Wesen
Der Havaneser ist ein guter Wohnungshund, braucht aber dennoch ausreichend Beschäftigung. Am liebsten ist ihm eine ganze Familie, bei der er im Mittelpunkt stehen kann. Er passt sich seiner Familie an. Er ist lebhaft, fröhlich, anhänglich, verschmust und liebt es, mit Kindern zu spielen. Das üppige seidige Haarkleid muss oft gebürstet und gekämmt werden, damit es nicht verfilzt.